# Katlijn Malfliet
Katlijn Malfliet (1954) is een Belgische Oost-Europa-kenner en emeritus hoogleraar aan de Katholieke Universiteit Leuven. Van 2010 tot 2013 was ze decaan van de faculteit Sociale Wetenschappen; de eerste vrouwelijke decaan aan de KU Leuven.

## Biografie

### Academische carrière
Katlijn Malfliet studeerde rechten en filosofie aan de Katholieke Universiteit Leuven en behaalde een master in de Oost-Europakunde aan de KU Leuven, de Rijksuniversiteit Gent en de Vrije Universiteit Brussel. Aan de Academie van Wetenschappen in Moskou bereidde ze een doctoraatsthesis over eigendomsrecht in de Sovjet-Unie voor. Na haar studies werd ze gewoon hoogleraar aan de KU Leuven, waar ze verschillende onderzoeks- en ontwikkelingsprojecten aan LINES (Leuvense Internationale en Europese Studies) leidde en tevens coördinator van het Instituut voor Internationaal en Europees Beleid (IIEB) was. Haar onderzoek betrof de privatisering en institutionele hervormingen en de band tussen cultuur, politiek en recht. Malfliet doceerde vakken over politieke, sociale en juridische transformatie in de Midden- en Oost-Europese staten. Bovendien was ze rectoraal adviseur voor gelijke kansen. Als gasthoogleraar doceerde ze aan de Universiteit Leiden, de Karelsuniversiteit Praag en in Moskou.
Van 2010 tot 2013 was ze decaan van de faculteit Sociale Wetenschappen, de eerste vrouwelijke decaan aan de KU Leuven. Malfliet was tevens titularis van de leerstoel InBev-Baillet-Latour over de relaties tussen de Europese Unie en Rusland. In 2013 benoemde Rik Torfs haar tot vicerector Duurzaamheid, Diversiteit en Cultuur, wat ze bleef tot 2017. In 2019 ging ze met emeritaat.

### Overige functies
Van 1994 tot 1998 was Malfliet voorzitster van Pax Christi Vlaanderen, de Vlaamse afdeling van de internationale katholieke vredesbeweging Pax Christi. In 2008 volgde ze Francy Van der Wildt op als voorzitster van de Nationale Vrouwenraad. In 2012 volgde Magda De Meyer haar op.
Ze is voorzitter van de kerkraad van Sint-Michiels in Leuven, bestuurder van de Contius Foundation sinds 2019 en lid van het beschermcomité van de Abdij Keizersberg.

## Selecte bibliografie
- Democratie en vrije markt in Midden- en Oost-Europa, Leuven, Davidsfonds, 1993. ISBN 9061528089
- The CIS, the EU and Russia. Challenges of Integration, Basingstoke, Palgrave Macimilian, 2007. ISBN 9780230210998 (met Lien Verpoest en Evgeny Vinokurov)
- Russia and the Council of Europe. Ten years after , Basingstoke, Palgrave Macmilian, 2010. ISBN 9780230240308 (met Stephan Parmentier)
- De Russische rokade. Een actuele analyse van de Russische politiek, Leuven, Uitgeverij LannooCampus, 2013. ISBN 9789401413022
- Poetinisme. Een Russisch fenomeen, Leuven, Uitgeverij LannooCampus, 2018. ISBN 9789401457866